# Myoxocephalus scorpioides
Espèce
Myoxocephalus scorpioides (nom vernaculaire : Chaboisseau arctique) est un poisson de la famille des Cottidae qui, comme son nom commun l'indique, se rencontre dans l'océan Arctique entre 0 et −275 m de profondeur.

## Description
Myoxocephalus scorpioides mesure jusqu'à 22 cm. Son sang présente la particularité de contenir une protéine "antigel" lui permettant de vivre dans des eaux dont la température peut baisser jusqu'à −1,4 °C voire −2 °C.